# بنفشه آفریقایی
بنفشه آفریقایی (نام علمی: Saintpaulia)، سرده‌ای شامل شش گونه از گیاهان گل‌دار چندساله در راستهٔ نعناسانان (Lamiales) و تیرهٔ جسنریان (Gesneriaceae) است که بومی تانزانیا و مناطق هم جوار جنوب شرقی کنیا، با تمرکز در کوهستان‌های انگورور می‌باشد. این گیاه در تیرهٔ بنفشگان قرار ندارد و فقط به دلیل شباهت ظاهری به بنفشه معروف است.
این گیاه در تمام طول سال گل می‌دهد و رنگ گلبرگ‌های آن آبی، قرمز، صورتی، سفید و بنفش است و از گیاهانی است که به آسانی قابلیت نگهداری در گلدان به عنوان گیاه زینتی را دارد. امروزه ارقام مختلفی و بسیار متنوعی از این گیاه زینتی اصلاح شده‌است. بعضی ارقام برگ‌های ابلق، برگ‌های چین‌دار یا چروک و همچنین گل‌های ساده یا چین‌دار و پُرگلبرگ دارند.
تاریخچه و کشف بنفشه آفریقایی
بنفشه آفریقایی برای اولین بار در سال ۱۸۹۲ توسط یک نظامی آلمانی به نام سنت پل در تانزانیا کشف شد. او دانه‌های این گیاه را به آلمان فرستاد، جایی که به سرعت به عنوان یک گیاه زینتی محبوب شناخته شد.

## روش نگهداری
یکی از ساده‌ترین و زیباترین گیاهان آپارتمانی از جهت نگهداری بنفشه آفریقایی است؛ به همین خاطر به این گیاه عروس گیاهان آپارتمانی هم می‌گویند، آبیاری بنفشه عمدتاً از طریق زیرگلدانی یا فتیله انجام می‌شود، بنفشه آفریقایی به شدت در مقابل خیس‌شدن برگ‌های خود حساس است، به هیچ عنوان نباید هنگام آبیاری برگ‌های آن خیس شود و در صورت همچین موردی حتماً باید با دستمال نرم آن را خشک کرد. پشت پنجره‌های جنوبی یکی از مناسب‌ترین مکان‌های نگهداری این گیاه است. بنفشه نیاز به نور فیلترشده دارد که این نیاز را با نور مصنوعی از طریق چراغ‌های رشد هم می‌توان برطرف کرد. گیاه به آبیاری زیاد و همچین خشکی زیاد حساس است و باید دقت زیادی در آبیاری بنفشه صورت گیرد. دمای عادی منزل برای نگهداری بنفشه مناسب است ولی سرما و گرمای شدید باعث از بین رفتن گیاه می‌شود.
گیاهان بنفشه آفریقایی به مخلوط خاکی سبک و با زهکش خوب نیاز دارند تا علاوه بر تأمین رطوبت، آب اضافی را در اطراف ریشه‌های گیاه نگه ندارد. باقی ماندن این آب و چنین شرایطی به پوسیدگی ریشه‌ها و طوقه گیاه منجر می‌شود.

## تکثیر
تکثیر بنفشه آفریقایی از راه قلمه برگ، تنه‌جوش و پاجوش، بذر ، قلمه دُمگل و کشت بافت انجام می‌گیرد.

### قلمه برگ
روش قلمه برگ یکی از بهترین و آسان‌ترین روش‌های تکثیر بنفشه آفریقایی است. در هر فصلی می‌توان به قلمه زنی و ازدیاد از طریق برگ اقدام کرد. در این روش ابتدا بهترین برگ‌ها را انتخاب کنید و آنها را با قیچی یا چاقو از انتهای دُمبرگ بچینید. برگ بریده‌شده را از ناحیه دُمبرگ در آب قرار دهید تا ریشه دار شود. قلمه‌ها را در خاک هم می‌توانید ریشه دار کنید، البته این نکته را نباید فراموش کرد که ریشه‌دار کردن از طریق خاک خیلی بهتر از روش ریشه‌دار کردن با آب است. بهتر است قلمه‌ها را از قسمت میانی ساقه بردارید. مناسب‌ترین درجه حرارت برای ریشه‌زایی قلمه‌ها ۲۵ درجه سانتیگراد است. قراردادن نایلون روی گلدانی که قلمه‌ها در آن کاشته شده‌اند موجب افزایش رطوبت نسبی می‌شود و به سرعتِ ریشه زایی کمک می‌کند. در شرایط مناسب، قلمه برگ بعد از پانزده روز تا یک ماه دارای ریشه می‌شود. بعد از ریشه‌دار شدن، قلمه جوانه می‌دهد که در این حالت حتماً باید قلمه را به گلدان انتقال دهید، در این بازه زمانی نیاز است با کودهای گل‌دهی و کود رشد جوانه‌ها را تقویت کرده و به رشد گیاه کمک کرد.

تکثیر از طریق پاجوش و تنه‌جوش
تکثیر از طریق پاجوش‌ها و تنه جوش‌ها که در پایه گیاه مادر رشد می‌کنند، یکی از ساده‌ترین روش‌ها برای تکثیر بنفشه آفریقایی است.

### قلمه دُمگل
این روش معمولا برای ارقام شیمر استفاده می شود. در برخی از بنفشه ها، یک جهش اتفاقی می‌تواند باعث تغییر ظاهری در گل‌های یک ساقه گل دهنده شود. این تغییر می‌تواند باعث زیبایی منحصر بفردی روی گلبرگها شود که از لحاظ تجاری ارزشمند باشد. برای حفظ این تغییرات فقط از روش قلمه دمگل استفاده می شود. برای این منظور ساقه گلدهنده که دارای دو برگچه کوچک می باشد قطع شده و در خاک مخصوص قرار داده می‌شود. ساقه باید حدود ۱ تا ۲ سانت از زیر برگها برش داده شود و گلها حذف شوند.

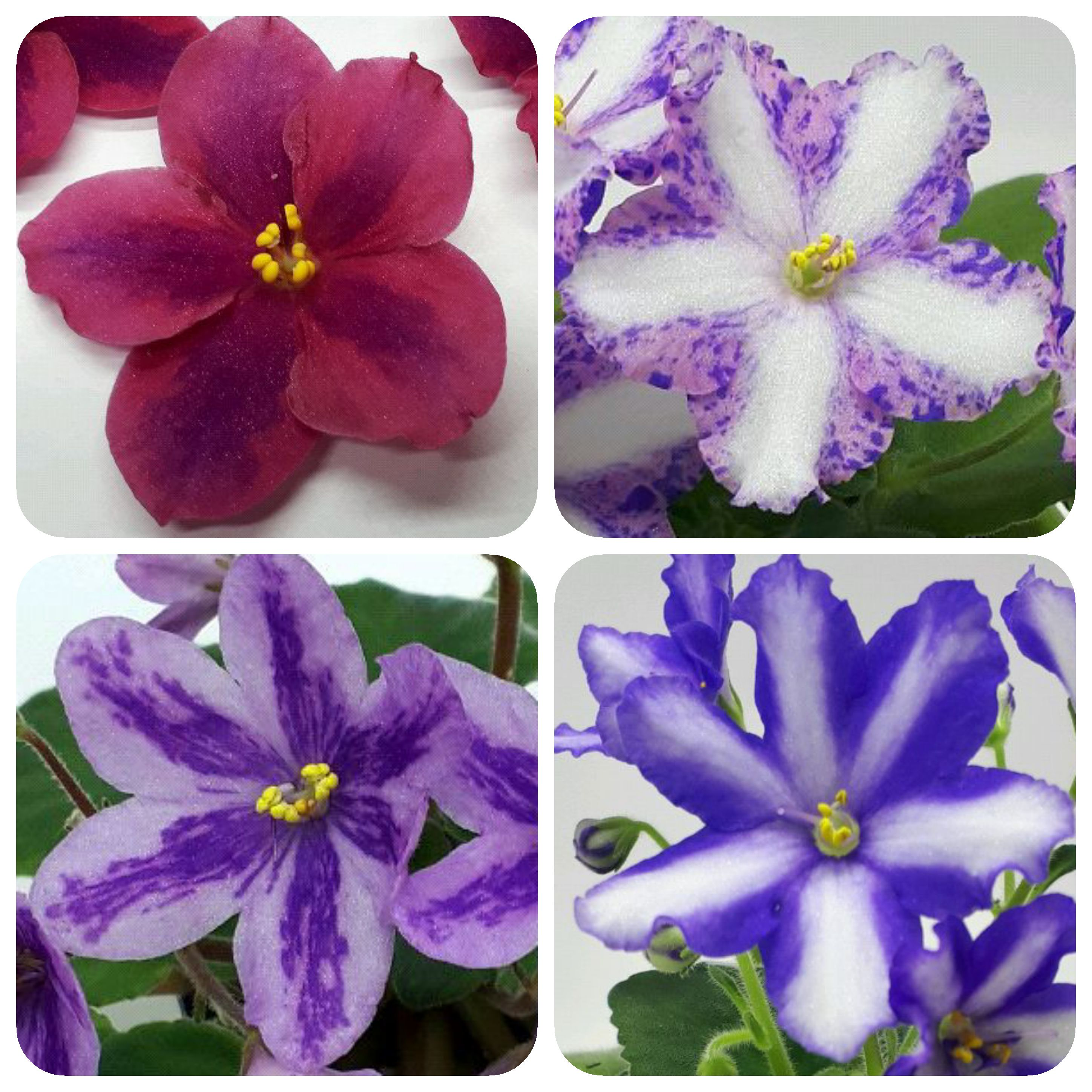
ارقام شیمر

### کاشت بذر
بذرگیری معمولا برای تولید گیاهان هیبرید با خصوصیات جدید انجام می‌شود.بذر ها بسیار ریز هستند و برای کاشت بذر بهتر است از پیت ماس استفاده شود. تولید بذر توسط افراد حرفه ای و با روش های خاص انجام می‌شود.

### جوانسازی
بنفشه آفریقایی پس از مدتی به دلیل خراب کردن برگ به علت پیری و یا آبیاری زیاد دچار گردنی دراز و بدقواره می‌شود. در واقع با خراب شدن برگها تنه این گیاه دیده می‌شود. اگر مرتب و به موقع خاک تعویض شود، گیاه هرگز دچار این عارضه نخواهد شد. برای رفع مشکل اصطلاحا گیاه را جوانسازی می کنیم. به این ترتیب که بوته را از گلدان خارج نموده و قسمتی یا تمام ریشه را حذف می‌کنیم. این بستگی به اندازه ساقه دارد از اینکه تمام ریشه حذف بشود نهراسید. ظرف سه هفته مجددا ریشه نو خواهد داد برگها را حذف می‌کنیم فقط یک ردیف برگ را می گذاریم باقی بماند تنه را کوتاه می‌کنیم و به زبان ساده‌تر بوته را به صورت یک قلمه در می‌آوریم، سپس در گلدان مناسب می کاریم. 

## مشکلات خاص

### لکه‌های کاهی رنگ روی برگها
علت آن تابش بیش از اندازهٔ نور خورشید در تابستان است. لبهٔ برگها ممکن است زرد و سوراخها بزرگتر شوند.

### لکه‌های قهوه ای روی برگها
علت استفاده از آب سرد برای آبیاری است. همواره با آب ولرم آبیاری کنید.

### زرد شدن برگها
چند دلیل می‌تواند داشته باشد: خشکی هوا، تابش آفتاب، آبیاری نادرست و کود بیش از حد همگی می‌توانند این عارضه را ایجاد کنند.

### رنگ پریدگی برگ همراه با دمبرگ بلند؛ پیچیدگی لبهٔ برگ
محیط گیاه سرد بوده‌است. بنفشه آفریقایی می‌تواند دمای بین ۱۰ تا ۱۵ درجه سانتی گراد را به شرط اینکه خاکش خشک باشد به مدت کوتاه تحمل کند؛ ولی حداقل دما برای نگهداری آن ۱۵ درجهٔ سانتی گراد است.

### شل شدن برگها، پوسیدگی طوقهٔ میانی
گیاه به بیماری پوسیدگی طوقه دچار است. آبیاری بیش از اندازه و نوسان دما عامل این بیماری است.

### گل ندادن گیاه
چند دلیل می‌تواند داشته باشد: بزرگ بودن گلدان نسبت به بوته، نبود نور کافی به ویژه در زمستان، خشکی هوا، سردی هوا، تعویض مکرر گلدان، کوتاهی در حذف شاخه‌های جانبی و بردن گلدان به مکان تازه

### گرد آلود بودن گلها و برگها
بیماری بوتریتیس یا سفیدک حقیقی است. برای گیاه ایجاد رطوبت نکنید. قسمتهای بیمار را از بوته جدا کرده با قارچ کش‌های سیستمیک گیاه را سمپاشی کنید. آب ولرم بدهید و تا زمان خشک شدن بقایای سم روی گیاه، بوته را در سایه بگذارید.

### خم شدن برگها به سمت بالا
نور کم و ضعیف

### خم شدن برگ ها به سمت پایین و رنگ پریدگی
شدت نور زیاد

### لکه های نا منظم روی برگها
ریختن آب روی برگ ها

### لکه های رویبرگو کوچک شدن برگها و توقف رشد
مسمومیت کودی